# Idactus tuberculatus
Idactus tuberculatus är en skalbaggsart som först beskrevs av Max Quedenfeldt 1885.  Idactus tuberculatus ingår i släktet Idactus och familjen långhorningar.
Artens utbredningsområde är Angola. Inga underarter finns listade i Catalogue of Life.